# 坂ノ市
坂ノ市（さかのいち）は、大分県大分市東部にある地区の地名である。

## 地理
大分市の東部に位置し、東側で佐賀関と接している。北側で別府湾に面し、南部に九六位山等の山地、西に丹生台地を有する。地区は、坂ノ市小学校、小佐井小学校、丹生小学校の3校区からなる。
- 面積 - 49.09km2[1]
- 人口 - 18,642人（2016年3月末時点）[1]

## 歴史
古代には海部郡佐加郷、丹生郷および佐尉郷の一部であった。なお、当時の佐加郷は現在の佐賀関等を含む広い地域であったと考えられている。佐加郷は中世には佐賀郷となった。

### 漢字表記の変遷
「サカノイチ」の漢字表記は公式の記録に残るものでも数種類が存在する。
- 坂ノ市

現在の地域名として使われている「坂ノ市」は、明治期に佐賀村、市村が誕生した時点で既に市村の字として存在しており、後の合併によって一地区の名前が地域名に発展し合成地名のようになったと考えられる。1963年（昭和38年）3月10日に合併して大分市の一部となるまでは、北海部郡坂ノ市町であった。
- 佐賀市（サガイチ[3][4][5]、サガノイチ[6]）

1907年（明治40年）に佐賀村と市村が合併して誕生した村名であるが、村内所在の司法機関や金融機関の名称としては後述の「坂之市」が使用されており、佐賀県佐賀市（1889年発足）と混同しないよう忌避されていたと考えられる。
- 坂之市

坂ノ市町の誕生以前において多用されており、市村に存在した大分銀行坂之市出張店の他、佐賀市村の誕生後、大分区裁判所市出張所は坂之市出張所へと名前を変更している。
- 阪野市（坂野市）

1893年（明治26年）に市村郵便局が阪野市郵便局に改称され、1899年（明治32年）に阪野市郵便電信局、1911年時点で坂野市郵便局と、1921年に坂ノ市郵便局へ改称されるまでは地域名とは異なる表記となっている。管轄区域は現在の坂ノ市地区と一致しておらず、1902年時点では川添村,西大在村,東大在村,神馬木村も含まれていた。
「坂野市」は1907年発行の「大日本地名辞書」や1912年発行の「帝国地名辞典」に、市村の別名として掲載されている。
- 坂の市

現在では大分バスの停留所名に使用されるのみであるが、1920年（大正9年）に発行された「大分県実業案内」では、わずか5頁（60-64p.）の中に、「坂ノ市町」「坂之市町」「坂の市町」が混在しており、坂ノ市町が発足した当初は町名・地域名・小字の漢字表記が混乱していた可能性もある。

### 年表
- 1889年（明治22年）4月1日 - 町村制施行に伴い、佐加村、市村、丹生村及び小佐井村が成立[1]。
- 1892年（明治25年）10月28日 - 佐加村が佐賀村に改称[1][18]。
- 1907年（明治40年）7月1日 - 佐賀村及び市村が新設合併し、佐賀市村が発足[1][19]。
- 1920年（大正9年）1月1日 - 佐賀市村が町制施行するとともに改称し、坂ノ市町となる[1][20]。
- 1941年（昭和16年）11月3日 - 坂ノ市町、小佐井村及び丹生村が合新設併し、新たに坂ノ市町が発足する[1][21]。
- 1963年（昭和38年）3月10日 - 坂ノ市町が大分市、鶴崎市、大分郡大分町、大南町、北海部郡大在村と新設合併し、新たに大分市が発足する[1]。

## 交通

### 鉄道
- 九州旅客鉄道（JR九州）日豊本線 坂ノ市駅

### バス
- 大分バス

## 出身有名人
- 阿部亀彦 - 内務官僚。官選知事（高知県、広島県）。久原村出身。[22][23]
- カボスひろし - ローカルタレント。実家は鶴亀海苔（2005年倒産）[24]。